# Sphindocis denticollis
Sphindocis denticollis là một loài bọ cánh cứng trong họ Ciidae. Loài này được Fall miêu tả khoa học năm 1917.